# 新南沟站
新南沟站是位于内蒙古自治区牙克石市新南沟村的一个铁路车站，邮政编码22179。车站建于1901年，有滨洲铁路经过该站，现办理客运业务，不办理货运业务，车站及其上下行区间均未电气化。车站距离哈尔滨站556公里，隶属哈尔滨铁路局，是五等站。
1. ↑  呼伦贝尔盟档案史志局. . 內蒙古文化出版社. 1999. ISBN 9787805067827 –内蒙古区情网.[]
2. ↑  Мелихов Г.В.  (PDF). Русский путь. 2003  [2022-06-24]. （原始内容 (PDF)存档于2022-04-03）.